# Runcu Salvei, Bistrița-Năsăud
Runcu Salvei (maghiară Runk) este satul de reședință al comunei cu același nume din județul Bistrița-Năsăud, Transilvania, România.
Runcu este atestat documentar in 1547 Localitatea este situată în centrul județului Bistrița - Năsăud, având ca vecini: la nord - comuna Telciu, la nord-vest - comuna Zagra, la sud - comuna Salva, la sud-vest - comuna Nimigea și la est - comuna Coșbuc.
Runcu Salvei este o comuna independenta de curand, inainte fiind sub conducerea comunei Salva.
Runcul Salvei este străbătut de părăul Ideci, afluent al râului Someșul Mare.